# William Aberhart

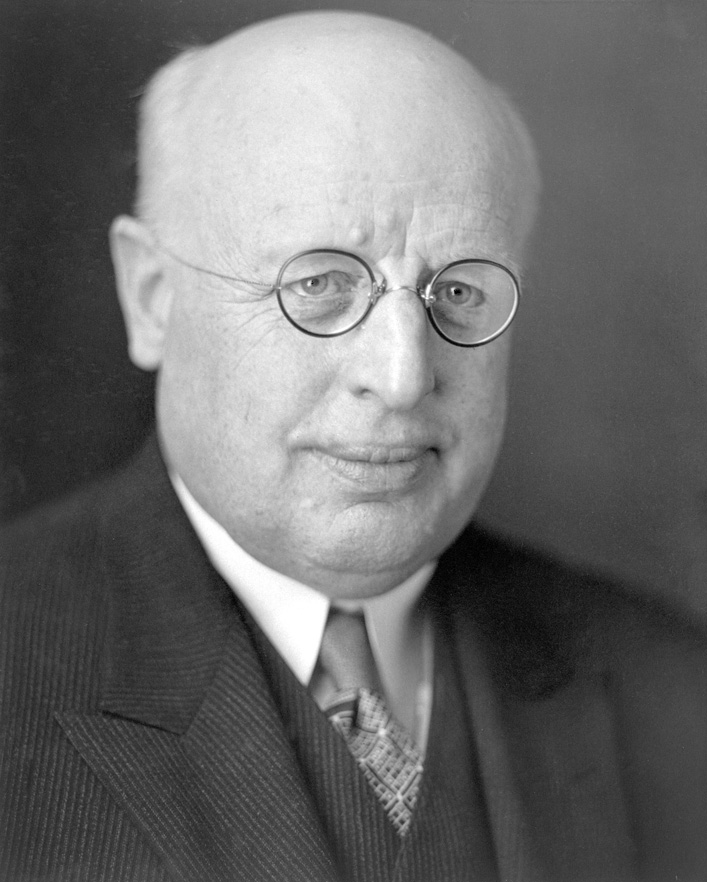
William Aberhart

William Aberhart (* 30. Dezember 1878 in Kippen, Perth County, Ontario; † 23. Mai 1943 in Vancouver) war ein kanadischer Lehrer, baptistischer Prediger und Politiker. Vom 3. September 1935 bis zu seinem Tod war er Premierminister der Provinz Alberta und Vorsitzender der von ihm gegründeten Social Credit Party of Alberta. Er führte die weltweit erste Regierung an, die sich zum Ziel gesetzt hatte, die von Clifford Hugh Douglas entwickelten Theorien des Social Credit umzusetzen. Aufgrund seiner Tätigkeit als Prediger lautete sein Spitzname Bible Bill.
Am 15. November 1974 ehrte die kanadische Regierung, vertreten durch den für das Historic Sites and Monuments Board of Canada zuständigen Minister, John Abbott und erklärte ihn wegen seines „herausragenden und dauerhaften Beitrages zur kanadischen Geschichte“ zu einer „Person von nationaler historischer Bedeutung“.

## Studium und Beruf
Der Nachkomme deutscher Einwanderer namens Eberhart wurde auf einem Bauernhof im südlichen Ontario geboren. Er besuchte die öffentlichen Schulen in Chatham und seine tief religiösen Eltern schickten ihn in eine von Presbyterianern geführte Sonntagsschule. Aberhart ließ sich in Hamilton zum Lehrer ausbilden und erwarb 1911 den Bachelor of Arts der Queen’s University in Kingston.
Ab 1899 unterrichtete Aberhart in verschiedenen ländlichen Gemeinden Ontarios. 1902 heiratete er Jessie Flatt; das Paar bekam zwei Töchter. 1905 wurde er zum Rektor der Central Public School in Brantford ernannt. Während seiner Freizeit predigte Aberhart in verschiedenen Kirchen und gab regelmäßig Bibelunterricht. Er hatte ursprünglich vor, eine Ausbildung zum Pastor zu absolvieren, doch die Kirchgemeinde in Brantford wollte ihn und seine Familie nicht vier Jahre lang finanziell unterstützen. Er entwickelte ein starkes Interesse für die Lehren des amerikanischen Evangelikalen Cyrus I. Scofield.

## Predigten und Politik
1910 zog Aberhart nach Calgary, um dort eine Stelle als Schulrektor anzutreten. Er predigte weiterhin, doch mit seinen theologischen Ansichten stieß er bei liberal gesinnten Presbyterianern immer mehr auf Ablehnung. Er musste seine Tätigkeit als Laienprediger einstellen und trat 1915 zur baptistischen Konfession über. Ab 1925 verbreitete er jeden Sonntag über die Radiostation CFCN seine Predigten in weiten Teilen Westkanadas und angrenzenden Regionen der USA. 1927 wurde er zum Dekan des neu gegründeten Calgary Prophetic Bible Institute ernannt. Zwei Jahre später begründete er eine eigene Gemeinde, die sich von den übrigen baptistischen Gemeinden durch ihre christlich-fundamentalistischen Ansichten abgrenzte.
Während der Weltwirtschaftskrise begann sich Aberhart für Politik zu interessieren. Besonders die Bauern, die damals einen großen Teil der Bevölkerung der Provinzen Alberta und Saskatchewan ausmachten, litten unter den schwerwiegenden sozialen Folgen und den Folgen des Dust Bowls. Aberhart fühlte sich zu den Theorien des Social Credit hingezogen, die vom britischen Ingenieur Clifford Hugh Douglas entwickelt worden waren. Douglas vertrat die Ansicht, es bestehe eine Diskrepanz zwischen Produktionskosten und der Kaufkraft der Bevölkerung, die der Staat durch die Ausrichtung einer Entschädigung ausgleichen müsse, um die Grundbedürfnisse abzudecken. Aberhart versuchte ab 1932, die regierenden United Farmers of Alberta davon zu überzeugen, Social Credit in ihr Parteiprogramm aufzunehmen. Als diese Bemühungen scheiterten, gründete er 1935 die Social Credit Party of Alberta.

## Premierminister

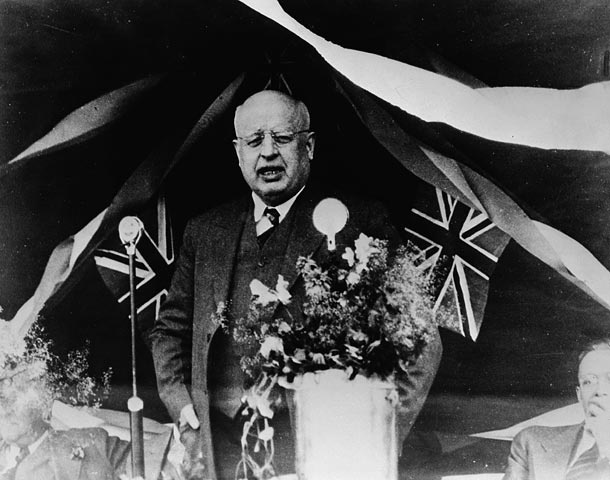
Aberhart hält eine Rede (1937)

Bei den Wahlen zur Legislativversammlung von Alberta im August 1935 errangen die Socreds einen völlig unerwarteten Erdrutschsieg. Sie erhielten auf Anhieb 54 % der Stimmen und gewannen in 56 von 63 Wahlkreisen. Aberhart galt zwar als unumstrittener Anführer der Partei, hatte selbst aber nicht kandidiert, so dass die Partei zunächst keinen geeigneten Kandidaten für das Amt des Premierministers hatte. Schließlich ließ sich Aberhart überreden und wurde am 3. September 1935 von Vizegouverneur William Walsh zum neuen Regierungschef ernannt. Er übernahm auch die Posten als Erziehungsminister und Attorney General. Zwei Monate später wurde er bei einer Nachwahl im Wahlkreis Okotoks-High River per Akklamation zum Abgeordneten gewählt.
Seine Regierung war nicht in der Lage, das Parteiprogramm umzusetzen. Das Konzept des Social Credit beruhte darauf, dass der Staat die Versorgung mit Geld und die Banken kontrolliert. Diese Bereiche sind aber gemäß dem British North America Act von 1867 Sache der Bundesregierung. Vizegouverneur John Bowen verweigerte 1937 die Ratifizierung zweier Gesetzesvorlagen, mit denen die Provinzregierung berechtigt gewesen wäre, die Banken unter ihre Kontrolle zu bringen und Vermögenszertifikate an die Einwohner Albertas auszugeben (von politischen Gegnern als „komisches Geld“ verspottet).
Ein drittes abgelehntes Gesetz hätte Zeitungen dazu gezwungen, der Regierung unbeschränkt Gegendarstellungen zu ihr nicht genehmen Artikeln zu gewähren. Die drei Gesetze wurden später vom Obersten Gerichtshof Kanadas und dem Justizkomitee des Privy Councils als verfassungswidrig erklärt. Daraufhin gründete die Regierung ein eigenes Finanzinstitut namens Alberta Treasury Branches, das heute unter der Bezeichnung ATB Financial weiterhin existiert.
1938 war das Verhältnis zwischen dem Vizegouverneur und der Regierung derart schlecht, dass Bowen sogar drohte, die Regierung zu entlassen (ein Recht, das nur äußerst selten ausgeübt wird). Die Social Credit Party und Aberharts Regierung genossen jedoch großen Rückhalt in der Bevölkerung, so dass Bowen seine Drohung nicht wahrmachte. Bei den Wahlen im März 1940 sank der Wähleranteil von Aberharts Partei auf 43 %, sie blieb jedoch weiterhin stärkste Kraft. Aberhart wurde im Wahlkreis Calgary wiedergewählt. Am 23. Mai 1943 starb er unerwartet während eines Besuchs in Vancouver, sein Nachfolger wurde Ernest Manning.